# Сусідовичі (гміна)
Гміна Сусідовичі — колишня сільська ґміна Самбірського повіту, за Польської республіки (1918—1939) рр. — у складі Львівського воєводства. Під час адміністративної реформи 1 серпня 1934 р. ґміна зберегла самостійний статус.
  
У 1934 р. територія ґміни становила 19,04 км². Населення ґміни станом на 1931 рік становило 2 269 осіб. Налічувалось 424 житлові будинки. 

На початку Другої світової війни в першій середині вересня 1939 р. територія ґміни була зайнята німецькими військами, але відповідно до Пакту Молотова — Ріббентропа 26 вересня територія ґміни була передана СРСР. Ґміна ліквідована в 1940 р. у зв’язку з утворенням районів.